# 陋龙
陋龍（學名"Ugrosaurus"）是角龍亞科恐龍的一屬，生存於上白堊紀的麥斯特里希特階。牠的化石（編號UCMP128561）被發現於美國蒙大拿州的海爾河組，包括了前上頜骨、鼻角及一些獨立的化石碎片。模式屬是奧氏陋龍（U. olsoni），是由Cobabe及Fastovsky在1986年所敘述、命名。
陋龍是草食性的恐龍，被估計身長約7公尺。由於牠的化石稀少、都是碎片，所以被認為是可疑名稱。另有研究提出陋龍不是一個獨立的屬，應被歸入三角龍屬中。

## 外部連結
- 恐龍博物館──陋龍